# Táncrend
Táncrend alatt a táncok egymás utáni szigorú, szabályos ciklusait értjük, melyeket szabályosan egymás után, esetleg kisebb megszakításokkal, tehát különböző tempójú és ritmusú zenékre jártak.

## Kialakulása

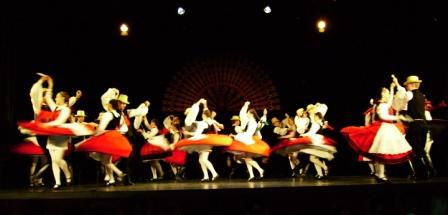
Magyar néptánc

A múltban a tánc szigorú táncrend szerint volt szabályozva, melynek gyökerei valószínűleg a 16–17. századbeli táncfüzér, illetve a tánczene hagyományából eredtek. A táncrend ciklusainak vidékenként változatos formái voltak ismertek (így például a közép-erdélyi Marosszék, Nyárádmente). 
Az első hivatalosnak tekinthető fennmaradt "táncrend" egy 1840-hez kötődő esemény, a Pesten megtartott törvényhallgató ifjúság báljához köthető, mely egy korabeli tudósító leírásában maradt fenn: 
“E mulatságot valóban nemes bálnak lehetne mondani. Az ajtónál szokott őrök helyett nem katonák, de vármegyei hajdúk állottak, a bebocsátó jegyeket maguk az erre kirendelt nemes ifjak vevék által a jött vendégektől, kiknek mindegyike magyarul nyomott táncrendet s minden dáma a terem ajtaja előtt egy illatos természeti bokrétát kapott.”
Ez a magyarul írt, bőrre nyomtatott, borítékba zárt, ceruzával ellátott nyolclevelű könyvecske volt az első, máig fennmaradt táncrend. 
A táncrend az idők során óriási karriert futott be. Száz éven át volt a báli mulatságok legfőbb ékessége, mely szebbnél szebb kivitelben, a résztvevő hölgyek szebbnél szebb ruhakölteményeivel együtt.
A régről fennmaradt táncrend formái nagyrészt máig megmaradtak, még olyan helyeken is, ahol már régen megbomlott a hagyományos rend. A falusi táncrendek az I. Világháborúig többnyire megőrizték hagyományos formáikat, melyeket a nép vidékenként különbözőképpen nevezett: egy pár, egy nóta, egy darab, turnus, szakasztás.
A táncrendre általánosan jellemzője volt, hogy férfitánccal kezdődött, ezt többnyire csoportosan járták, majd ebből alakult ki a páros tánc, amelyet sokszor a férfitánc zenéjére folytattak, ezért gyakori volt az olyan vidék, ahol az azonos tempóban járt páros táncot is a férfitánc nevével (így például a verbunk) jelölték. A későbbiekben a férfitáncok elmaradásával egyes vidékeken a nyitótánc szerepét a női körtáncok töltötték be.

## A táncrend hármas tagozódása
A tánc hármas tagolódásra már 17. század végéről is maradtak adatok, így például a „Három a tánc” mondás, amelynek értelmezése is különféle volt: Réthei Prikkel Márián értelmezése szerint az egyik legrégibb ismert táncszó, amely egyéb jelentései mellett (pl. „Három a magyar igazság”) a tánc ismétlésével, illetve folytatásával kapcsolatos „hogy volt!” felkiáltás megfelelője. 
- Czuczor–Fogarasi és Erdélyi János megfogalmazása a „három a tánc” mondással kapcsolatban az, hogy a magyar tánc általában három részre tagozódik: az első része lassú, a második élénkebb (cifra) és a harmadik friss. 
- Apor Péter is többször említette Methamorphosis Transsylvaniae című munkájában a "három a tánc" felkiáltást, ez szerinte is kétféleképpen értelmezhető, ezt a biztató felkiáltás az ő értelmezése szerint is egyes táncszakaszokra és tempógyorsulásra is utalhatott. Az ezzel kapcsolatban fennmaradt megfigyelésekben is többször említésre kerül a tánc tempóváltása során felépülő háromrészes tagolódás, a lassú és friss ellentétpár, a kétrészes felépítésről azonban többnyire mindig megemlékeznek és a kétrészes táncok alkalmával a friss részt többnyire a nővel járt páros tánchoz kapcsolják.

## A Kárpát-medence népeinek táncrendi szokásai

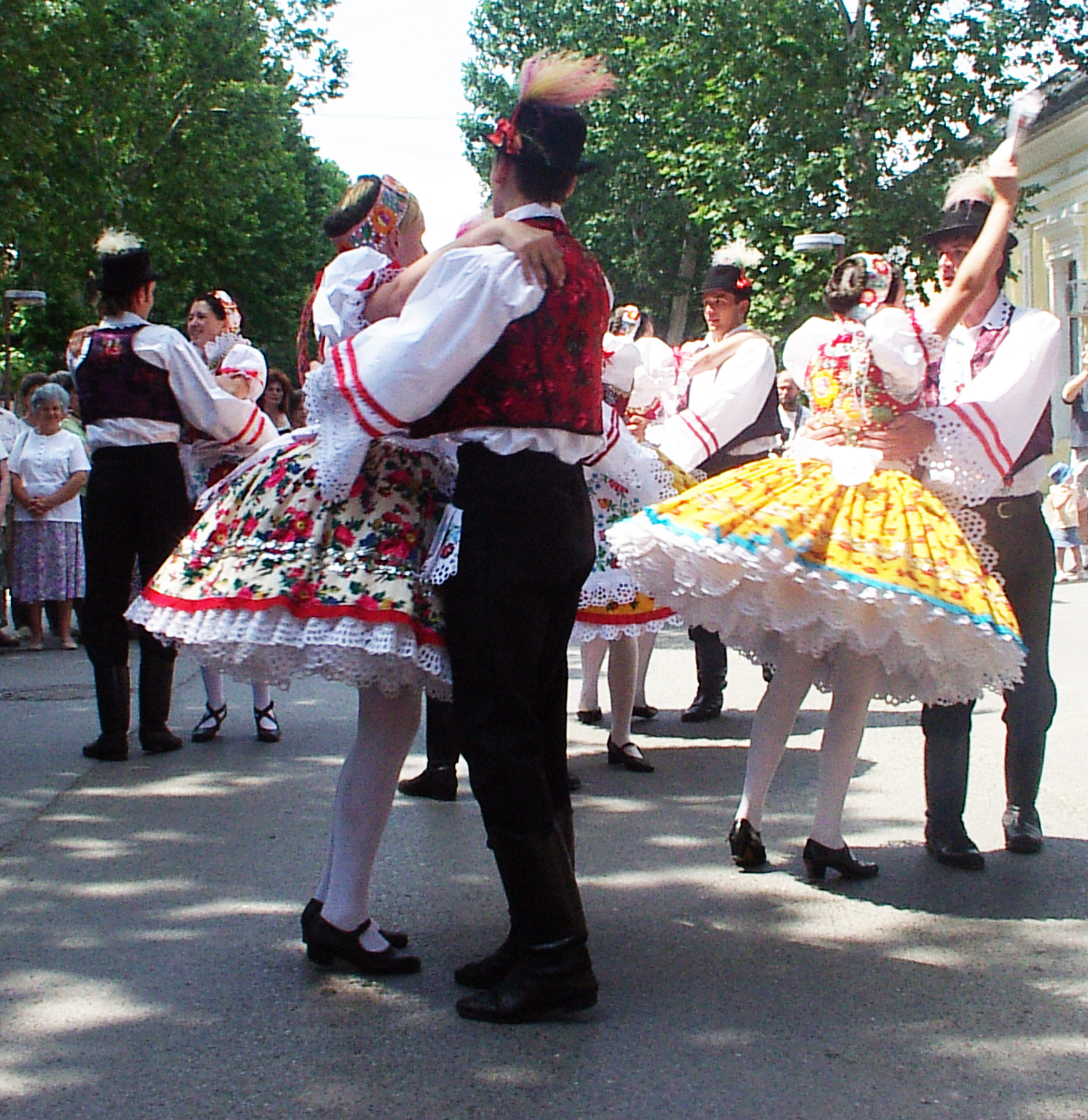
Gyors-csárdás

A máig fennmaradt adatok alapján is látható, hogy egyes helyeken az egykori férfitáncok alapján kezdték a táncot, erre példa a Dél-Dunántúlon, különösen Kalocsa vidékén és a Dél-Alföldön  az ugrós, oláhos, mars, induló. A Dél-Alföld  egyes helyein a verbunk és az ugrós ciklusnyitó táncokként párhuzamosan, egymás mellett fordultak elő, de sokszor előfordultak ugyanezek nőszereplővel járt páros változatai is, melyek itt-ott még a 20. század elején is jelen voltak a táncrendekben. Az ugrós táncok pedig rajtuk kívül, bizonyos társadalmi rétegek, főképp a pásztorok között, néha még napjainkban is csak a táncrendből kiszorulva, bemutató táncként jelennek meg. 
- Erdély néhány területét leszámítva a régebbi típusú táncainkról, mint az ugrósfélék, régi páros táncainknak  táncrendjeinkbe való beilleszkedéséről azonban mára már csak kevés adat található. 
- Az Alföldön és az erdélyi Partium területén, főleg a Szilágyságban a férfitánc az alföldi ugrós (ún. oláhos) és az erdélyi legényes keveréke, de ezeknek páros változatait is ismerték, és azt táncciklus elején vagy végén járták. 
- A Szilágyságban található Krasznán például a táncot párosan, a gyors csárdás folytatásaként táncolták, a tempót egyre fokozva, verbunk, vagy csűrdöngölő néven.
- Az erdélyi táncrend alapjának a két-három-négy, esetleg több részből álló páros tánc kétrészes férfitánccal való bevezetését tekintik. A páros táncokra és férfitáncokra egyaránt jellemző a tempó sokrétegűsége és a ritmikai, metrikai változatossága. A régebbi és újabb táncok egymással való ötvöződése során a ciklusok is többféleképpen alakulhattak. Egyes helyeken a férfitánc, máshol pedig a páros tánc volt az amelyik egyes részekkel kibővült vagy éppen lerövidült.

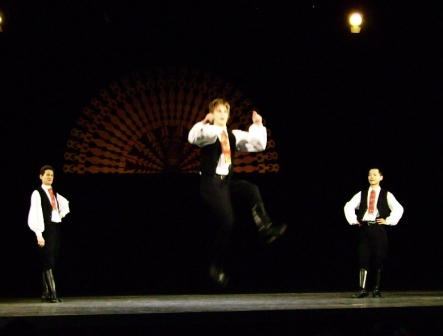
legények tánca

- A kalotaszegi táncrendben régebben a legényes kezdték a párok a táncot, melyet a ma is a kedvelt csárdással és a szaporával folytatták. A legényes lassú táncpárja például a Mezőségben a magyarok körében is kedvelt volt, melynek neve itt ritka volt, ez az itt élő románok táncrendjében is ugyanazt a szerepet tölti be.
- A táncrendet a Mezőség nyugati részén, a Kis-Szamos, Borsa völgyében a ritka vagy lassú magyar (legényes) és sűrű magyar nyitotta meg, melyeket együtt magyar tánc néven nevezték. A férfitáncok alatt, így például Kalotaszegen is, a lányok összefogódzkodva forogtak. Az úgynevezett „magyar tánc” -ot a ritka és a sűrű csárdás követte.
A táncrend általában falvanként egyidőben különbözőképpen is alakulhatott; a sokszor azonos nevű táncfajták elkülönítéséhez támpontot nyújtottak a dallamtípusok, a tempóbeli különbségek és a mozgáskincs különbségei is. 
A széki táncrend sajátos emlékét őrizte meg a magyar (négyes), lassú, csárdás, porka és hétlépés. A tánc szüneteiben járt férfitáncokat itt tempó néven nevezték. Először a sűrű, utána a ritka tempót, majd alkalmilag a verbunk is járták. A táncciklus, az úgynevezett pár, két részből állt, ezt félpárnak nevezték. 
A fentebb ismertetett táncciklusok jellemzőek voltak a Kárpát-medence népeire és néhány velük érintkező népcsoportra is (magyar, szlovák, román, morva, gorál). A táncrendet mindenhol férfitánc vezette be, és legtöbbször friss páros tánccal fejezték be, és úgy a férfi-, mint a páros táncokat több részre, különböző tempójú szakaszokra osztották fel.
- A Gyimesi csángóknál például többféle nép tánckincse ötvöződött egymással (magyar, kárpáti és moldvai román, nyugati jellegű kötött páros táncok). Táncrendjükre jellemző volt a Kárpát-medencei táncpárfűzés is, de sokkal alkalmibb jellegű a táncok sorrendje. Táncrendjükben egykor többnyire a lassú és sebes magyaros, később pedig a lassú és sebes csárdás is a legtöbbször szereplő táncpárok között volt található.

- A Bukovinai székelyek, akik mára nagyobbrészben a Tolna-Baranya vármegyei Völgység lakói, táncaikat régen ugyancsak férfitáncokkal kezdték, amit lassú és friss páros táncok követtek. Bukovinai tartózkodásuk idején az Erdélyből származó hagyományokra több más néptől átvett táncfajta rakódott, melyeket táncmulatságaikban egyre többször szerepeltek (pl. valcer, mazurka polka, toppantós, karos, fésűs, hétfélés, ruszászka, szirba, hora). A hagyományos férfi- és páros táncok olyan szoros egységet alkottak, hogy elnevezésük sem alakult ki külön, ezeket gyakran silladrinak csoszogtatósnak vagy argyelánosnak (a román ardelean ’erdélyi’, ’erdélyies’ szóból) nevezték. A silladri például férfiszóló, továbbá négylépéses és gyors apró lépéses páros körtánc változataiban került megkülönböztetésre. A csárdásszerű táncuknak két része: a lassú (hazai tánca) és a friss (frisses) változata is volt. Az utóbbi elterjedtségét az a tény is meghatározta, hogy gyakran „minden ember nótája”-ként nevezték, de ezenkívül újabb típusú táncok (verbunk, csárdás) egyes formái is ismertek voltak náluk, melyek azonban nem terjedtek el az erdélyi székelységhez hasonló gazdagságban.

A 20. század közepe körül a hagyományos népzenéből kibontakozó könnyűzenei stílus a folkzene.

## Néhány példa a táncrendre
- Mezőségi táncok
- Mezőségi táncok a Magyar Állami Népi-együttes műsorán
- Bukovinai néptánc és silladri
- Szólótánc, mezőkeszüi szökős és sűrűcsárdás